# Frank (album)
A Frank Amy Winehouse angol énekesnő-dalszerző debütáló stúdióalbuma, amely 2003. október 20-án jelent meg az Island Records gondozásában. Az album munkálatai 2002 és 2003 között zajlottak, és Winehouse, Salaam Remi, Commissioner Gordon, Jimmy Hogarth és Matt Rowe közreműködésével készült. A cím az albumon szereplő Winehouse-szövegek jellegére és hangvételére utal, valamint egyik meghatározó hatására, Frank Sinatra-ra.
Megjelenésekor a Frank általában pozitív kritikákat kapott a kritikusoktól, és Winehouse több elismerést is kapott, köztük egy Ivor Novello-díjat. Az album több mint egymillió példányban kelt el az Egyesült Királyságban, és a Brit Hanglemezgyártók Szövetsége (BPI) háromszoros platina minősítést adott neki. Winehouse 2011-ben bekövetkezett halála után a lemez ismét nagy népszerűségnek örvendett, számos lemezeladási lista top 20-as listájára felkerült. Ezenkívül az album szerepel az 1001 lemez, amit hallanod kell, mielőtt meghalsz című könyvben.

## Háttér
Miután bátyja gitárjával játszott, Winehouse 15 éves korában vett egy sajátot, és egy évvel később elkezdett zenét írni. Nem sokkal később elkezdett dolgozni a megélhetésért, egy időben a World Entertainment News Network szórakoztatóipari újságírójaként is dolgozott, emellett a helyi Bolsha Band nevű együttesben énekelt. 2000 júliusában ő lett a Nemzeti Ifjúsági Jazz-zenekar kiemelt női vokalistája; olyan előadók voltak rá hatással, mint Sarah Vaughan és Dinah Washington, utóbbit már otthon is hallgatta.
Winehouse legjobb barátja, a soulénekes Tyler James elküldte a demókazettáját egy A&R vezetőnek. Winehouse 2002-ben szerződött Simon Fuller 19 Managementjéhez, és heti 250 fontot kapott a jövőbeli bevételei terhére. Miközben a menedzsmentcég foglalkoztatta, a lemezipar még mindig titokban tartotta, bár a Cobden Clubban rendszeresen énekelt jazz standardeket. A hamarosan az Island Recordsnál dolgozó A&R képviselője, Darcus Beese véletlenül hallott róla, amikor a The Lewinson Brothers menedzsere megmutatta neki ügyfelei néhány produkcióját, amelyeken Winehouse volt a fő vokalista. Amikor megkérdezte, hogy ki az énekesnő, a menedzser közölte vele, hogy nem mondhatja el. Miután eldöntötte, hogy szerződést akar vele kötni, több hónapos faggatózásba telt, mire Beese végül megtudta, ki az énekesnő. Winehouse azonban ekkorra már számos dalt rögzített és kiadói szerződést kötött az EMI-val. E lemezkiadókon keresztül alakított ki munkakapcsolatot Salaam Remi producerrel.
Beese bemutatta Winehouse-t főnökének, Nick Gatfieldnek, és a szigetország vezetője osztotta lelkesedését a lány szerződtetése iránt. Winehouse-t az Island szerződtette, mivel a Winehouse iránti rivális érdeklődés már kezdett annyira felerősödni, hogy az EMI és a Virgin képviselői is elkezdtek lépéseket tenni. Beese a HitQuartersnek elmondta, hogy szerinte az akkoriban atipikus popsztárnak számító művész iránti izgalom oka a zenei televíziós valóságshow-kkal szembeni ellenérzés volt, amely a friss, valódi fiatal tehetségekre kiéhezett közönséget is magában foglalta..

A The Observernek adott 2004-es interjújában Winehouse elégedetlenségét fejezte ki az albummal kapcsolatban:
Néhány dolog ezen az albumon egy olyan kis helyre visz, ami rohadtul keserű. Soha nem hallottam az albumot elejétől a végéig. Nincs a birtokomban. Nos, a marketing elcseszett volt, a promóció borzalmas volt. Minden egy rakás szerencsétlenség volt. Frusztráló, mert annyi idiótával dolgozol együtt, de ők kedves idióták. Szóval nem mondhatod, hogy "Te egy idióta vagy." Tudják, hogy idióták.

## Kiadás és népszerűsítés
Winehouse 2011-es Lioness: Hidden Treasures című albumának borítójegyzeteiben Salaam Remi producer a Half Time című számról, a Frank felvételeinek egyik felvételéről írt, és elárulta, hogy a Frank cím részben Frank Sinatra-ra utal, aki fiatalon hatással volt Winehouse-ra.
A Frank elsőként 2003. október 20-án jelent meg az Egyesült Királyságban az Island Records gondozásában. 2004-ben az albumot európai országokban, köztük Lengyelországban és Németországban is kiadták, valamint Kanadában is megjelent a Universal Music Groupon keresztül. 2007-ben az album ismét megjelent Ausztráliában márciusban és az Egyesült Államokban novemberben, az utóbbi a Universal Republic Records által.
2008-ban az albumot újra kiadták deluxe kiadásban, amely egy 18 számot tartalmazó bónuszlemezt tartalmazott különleges számokkal, remixekkel, B-oldalas dalokkal és élő fellépésekkel. Elsőként Németországban jelent meg 2008. május 9-én, majd 2008. május 12-én az Egyesült Királyságban az Island Records gondozásában. Május, június és július folyamán az album Ausztráliában, Kanadában, az Egyesült Államokban, és Japánban is megjelent.
A Winehouse-ról készült Amy (2015) című, a kritikusok által elismert dokumentumfilm megjelenését követően a Republic Records 2015. július 31-én újra kiadta a Franket bakelitlemezen.

## Az albumon szereplő dalok listája
| Brit kiadás | Brit kiadás                                                                          | Brit kiadás | Brit kiadás                                     | Brit kiadás | Brit kiadás | Brit kiadás | Brit kiadás | Brit kiadás | Brit kiadás |
|             | Cím                                                                                  | Szerző(k) | Producer(ek)                                    | Hossz       |             |             |             |             |             |
| ----------- | ------------------------------------------------------------------------------------ | --- | ----------------------------------------------- | ----------- | ----------- | ----------- | ----------- | ----------- | ----------- |
| 1.          | Intro/Stronger Than Me                                                               | Amy Winehouse /Winehouse Salaam Remi | Commissioner Gordon/Salaam "The Chameleon" Remi | 3:54        |             |             |             |             |             |
| 2.          | You Sent Me Flying/Cherry                                                            | Winehouse Felix Howard /Winehouse Remi | Remi                                            | 6:50        |             |             |             |             |             |
| 3.          | Know You Now                                                                         | Winehouse Gordon Williams Earl "Chinna" Smith Delroy "Chris" Cooper Astor Campbell Donovan Jackson                                            | Commissioner Gordon                             | 3:03        |             |             |             |             |             |
| 4.          | Fuck Me Pumps                                                                        | Winehouse Remi | Remi                                            | 3:20        |             |             |             |             |             |
| 5.          | I Heard Love Is Blind                                                                | Winehouse | Remi                                            | 2:10        |             |             |             |             |             |
| 6.          | Moody's Mood for Love/Teo Licks                                                      | Jimmy McHugh Dorothy Fields James Moody /Winehouse                                                                                            | Remi/Commissioner Gordon                        | 3:28        |             |             |             |             |             |
| 7.          | (There Is) No Greater Love                                                           | Isham Jones Marty Symes | Commissioner Gordon                             | 2:08        |             |             |             |             |             |
| 8.          | In My Bed                                                                            | Winehouse Remi | Remi                                            | 5:17        |             |             |             |             |             |
| 9.          | Take the Box                                                                         | Winehouse Luke Smith | Winehouse Jony Rockstar                         | 3:20        |             |             |             |             |             |
| 10.         | October Song                                                                         | Winehouse Matt Rowe Stefan Skarbek | Commissioner Gordon                             | 3:24        |             |             |             |             |             |
| 11.         | What Is It About Men                                                                 | Winehouse Howard Paul Watson L. Smith Williams E. Smith Wilburn "Squiddley" Cole Cooper D. Jackson                                            | Commissioner Gordon                             | 3:29        |             |             |             |             |             |
| 12.         | Help Yourself                                                                        | Winehouse Jimmy Hogarth | Hogarth                                         | 5:01        |             |             |             |             |             |
| 13.         | Amy Amy Amy/Outro/Brother (hidden track)/Mr Magic (Through the Smoke) (hidden track) | Winehouse Rowe Skarbek/Winehouse Remi/Winehouse E. Smith Teodross Avery D. Jackson Campbell Williams/Winehouse Ralph MacDonald William Salter | Rowe/Remi                                       | 13:14       |             |             |             |             |             |
| 58:48       |                                                                                      | |                                                 |             |             |             |             |             |             |

| 14. | Fuck Me Pumps (Mylo Remix)              | Winehouse Remi     | Remi               | 4:50 |
| 15. | In My Bed (Bugz in the Attic Vocal Mix) | Winehouse Remi     | Remi               | 6:00 |
| 16. | Take the Box (Seiji's Buggin' Mix Mix)  | Winehouse L. Smith | Winehouse Rockstar | 7:50 |

| 1.  | Intro/Stronger Than Me                                                               | Winehouse/Winehouse Remi                                                                                               | Commissioner Gordon/Remi | 3:54  |
| 2.  | You Sent Me Flying/Cherry                                                            | Winehouse Howard/Winehouse Remi                                                                                        | Remi                     | 6:50  |
| 3.  | Know You Now                                                                         | Winehouse Williams E. Smith Cooper D. Jackson                                                                          | Commissioner Gordon      | 3:03  |
| 4.  | Fuck Me Pumps                                                                        | Winehouse Remi | Remi                     | 3:20  |
| 5.  | I Heard Love Is Blind                                                                | Winehouse | Remi                     | 2:10  |
| 6.  | Moody's Mood for Love/Teo Licks                                                      | McHugh Fields Moody/Winehouse                                                                                          | Remi/Commissioner Gordon | 3:28  |
| 7.  | (There Is) No Greater Love                                                           | Jones Symes | Commissioner Gordon      | 2:08  |
| 8.  | In My Bed                                                                            | Winehouse Remi | Remi                     | 5:17  |
| 9.  | Take the Box                                                                         | Winehouse L. Smith | Winehouse Rockstar       | 3:20  |
| 10. | October Song                                                                         | Winehouse Rowe Skarbek                                                                                                 | Commissioner Gordon      | 3:24  |
| 11. | What Is It About Men                                                                 | Winehouse Howard Watson L. Smith Williams E. Smith Cole Cooper D. Jackson                                              | Commissioner Gordon      | 3:29  |
| 12. | Amy Amy Amy/Outro/Brother (hidden track)/Mr Magic (Through the Smoke) (hidden track) | Winehouse Rowe Skarbek/Winehouse Remi/Winehouse E. Smith Avery D. Jackson Campbell Williams/Winehouse MacDonald Salter | Rowe/Remi                | 13:14 |

| 1.  | Intro/Stronger Than Me                                                             | Winehouse/Winehouse Remi                                                                                | Commissioner Gordon/Remi           | 3:54  |
| 2.  | You Sent Me Flying/Cherry                                                          | Winehouse Howard/Winehouse Remi                                                                         | Remi                               | 6:50  |
| 3.  | Fuck Me Pumps                                                                      | Winehouse Remi                                                                                          | Remi                               | 3:20  |
| 4.  | I Heard Love Is Blind                                                              | Winehouse                                                                                               | Remi                               | 2:10  |
| 5.  | (There Is) No Greater Love/Teo Licks                                               | Jones Symes                                                                                             | Remi/Commissioner Gordon           | 2:08  |
| 6.  | In My Bed                                                                          | Winehouse Remi                                                                                          | Remi                               | 5:17  |
| 7.  | Take the Box                                                                       | Winehouse L. Smith                                                                                      | Winehouse Rockstar                 | 3:20  |
| 8.  | October Song                                                                       | Winehouse Rowe Skarbek                                                                                  | Commissioner Gordon                | 3:24  |
| 9.  | What Is It About Men                                                               | Winehouse Howard Watson L. Smith Williams E. Smith Cole Cooper D. Jackson                               | Commissioner Gordon                | 3:29  |
| 10. | Help Yourself                                                                      | Winehouse Hogarth                                                                                       | Hogarth                            | 5:01  |
| 11. | Amy Amy Amy/Outro/Moody's Mood for Love (hidden track)/Know You Now (hidden track) | Winehouse Rowe Skarbek/Winehouse Remi/McHugh Fields Moody/Winehouse Williams E. Smith Cooper D. Jackson | Rowe/Remi/Remi/Commissioner Gordon | 11:03 |

| 1.  | Take the Box (eredeti demó)                               | Winehouse L. Smith                                               | Winehouse                  | 3:26 |
| 2.  | You Sent Me Flying (eredeti demó) (Brit kiadás kizárólag) | Winehouse Howard                                                 | Winehouse                  | 5:40 |
| 3.  | I Heard Love Is Blind (eredeti demó)                      | Winehouse                                                        |                            | 2:13 |
| 4.  | Someone to Watch Over Me (eredeti demó)                   | George Gershwin Ira Gershwin                                     | Howard Paul Simm           | 4:29 |
| 5.  | What It Is (eredeti demó)                                 | Winehouse                                                        | Winehouse                  | 4:45 |
| 6.  | Teach Me Tonight (Hootenanny)                             | Sammy Cahn Gene de Paul                                          | Alison Howe                | 3:22 |
| 7.  | ’Round Midnight (B-side)                                  | Bernard D. Hanighen Thelonious S. Monk Charles "Cootie" Williams | Remi                       | 3:49 |
| 8.  | Fool’s Gold (B-side)                                      | Winehouse                                                        | Remi                       | 3:40 |
| 9.  | Stronger Than Me (Later... with Jools Holland)            | Winehouse Remi                                                   | Howe                       | 3:53 |
| 10. | I Heard Love Is Blind (live at the Concorde, Brighton)    | Winehouse                                                        | Andy Rogers Sam Cunningham | 2:29 |
| 11. | Take the Box (live at the Concorde, Brighton)             | Winehouse L. Smith                                               | Rogers Cunningham          | 3:33 |
| 12. | In My Bed (live at the Concorde, Brighton)                | Winehouse Remi                                                   | Rogers Cunningham          | 5:37 |
| 13. | Mr Magic (Through the Smoke) (Janice Long Session)        | Winehouse MacDonald Salter                                       | Chris Mears                | 4:05 |
| 14. | (There Is) No Greater Love (Janice Long Session)          | Jones Symes                                                      | Mears                      | 2:38 |
| 15. | Fuck Me Pumps (MJ Cole Mix)                               | Winehouse Remi                                                   | Remi                       | 5:54 |
| 16. | Take the Box (Seiji's Buggin' Mix)                        | Winehouse L. Smith                                               | Winehouse Rockstar         | 7:48 |
| 17. | Stronger Than Me (Harmonic 33 Mix)                        | Winehouse Remi                                                   | Remi                       | 3:43 |
| 18. | In My Bed (CJ Mix)                                        | Winehouse Remi                                                   | Remi                       | 4:36 |

## Közreműködők
| - Amy Winehouse – ének, gitár, producer - 21st Century Jazz – kíséret - John Adams – orgona, Rhodes - Robert Aaron – fuvola, szaxofon - Teodross Avery – szaxofon - Ian Barter – gitár - Rudy Bird – ütőhangszerek, shaker - Houston "House" Bowen – hangmérnökasszisztens - Ben Bryant – hangmérnökasszisztens - Errol Campbell – dob, ütőhangszerek - Wilburn "Squiddley" Cole – dob - Commissioner Gordon – dob, effektek, hangmérnök, keverés, ütőhangszerek, producer, programozás, DJ - Delroy "Chris" Cooper – basszusgitár - Tom Coyne – mastering - Cameron Craig – keverés - Tanya Darby – trombita - Tom Elmhirst – keverés - Jeni Fujita – háttérvokál - Nick Godwyn – menedzsment - Vincent Henry – altfuvola, altszaxofon, baritonszaxofon, fuvola, tenorszaxofon - Jimmy Hogarth – basszusgitár, dob, gitár, keverés, ütőhangszerek, producer, programozás - Felix Howard – háttérvokál - Stafford Hunter – harsona | - Timothy Hutton – kürt - Donovan Jackson – billentyűk, orgona, Rhodes - Gregory Jackson – basszusgitár - Kate Lower – koordinátor - Michael Nash Associates – borító (design) - Charles Moriarty – borító (fénykép) - Gary "Mon" Noble – hangmérnök, keverés - Steve "Esp" Nowa – hangmérnökasszisztens - Valerie Phillips – fényképek - John Piretti – hangmérnökasszisztens - Bruce Purse – baritonkürt, basszustrombita, szárnykürt, trombita - Salaam Remi – hangszerelés, dob programozása, dob, basszusgitár, elektromos nagybőgő, keverés, orgona, ütőhangszerek, producer - Jony Rockstar – producer - Matt Rowe – háttérvokál, producer, trombita - Jeremy Shaw – gitár - Nick Shymansky – A&R - Stefan Skarbek – háttérvokál, trombita - Martin Slattery – Hammond orgona, kürt, Wurlitzer - Earl "Chinna" Smith – gitár - Luke Smith – basszusgitár, billentyűk, zongora - Lenny Underwood – billentyűk, zongora - Richard Wilkinson – dob - Brent Williams – keverőasszisztens - Troy Wilson – dob |

## Minősítések és eladási adatok
| Régió | Minősítés  | Eladott példányszám |
| --- | ---------- | ------------------- |
| Ausztrália (ARIA)                                                                                                  | arany      | 35 000^             |
| Ausztria (IFPI Austria)                                                                                            | arany      | 15 000*             |
| Belgium (BEA) | arany      | 25 000*             |
| Brazília (Pro-Música Brasil)                                                                                       | arany      | 50 000*             |
| Dánia (IFPI Denmark)                                                                                               | arany      | 20 000^             |
| Németország (BVMI)                                                                                                 | platina    | 200 000^            |
| Olaszország (FIMI) eladások 2009 óta                                                                               | platina    | 50 000*             |
| Lengyelország (ZPAV)                                                                                               | arany      | 35 000*             |
| Portugália (AFP)                                                                                                   | arany      | 20 000^             |
| Oroszország (NFPF)                                                                                                 | arany      | 10 000*             |
| Spanyolország (PROMUSICAE)                                                                                         | arany      | 50 000^             |
| Svájc(IFPI Switzerland)                                                                                            | platina    | 40 000^             |
| Egyesült Királyság (BPI)                                                                                           | 3× platina | 1,000,000           |
| Összesítés |            |                     |
| Európa (IFPI) | 2× platina | 2 000 000*          |
| * Eladási példányszámok kizárólag a minősítés alapján. ^ Kiszállítási példányszámok kizárólag a minősítés alapján. |            |                     |

## Megjelenési történet
| Régió              | Dátum                | Változat | Kiadó              | For.   |
| ------------------ | -------------------- | -------- | ------------------ | ------ |
| Egyesült Királyság | 2003. október 20.    | Standard | Island             | [ 10 ] |
| Lengyelország      | 2004. március 15.    | Standard | Universal          | [ 11 ] |
| Kanada             | 2004. június 8.      | Standard | Universal          | [ 12 ] |
| Németország        | 2004. szeptember 20. | Standard | Universal          | [ 13 ] |
| Ausztrália         | 2007. március 9.     | Standard | Universal          | [ 14 ] |
| Egyesült Államok   | 2007. november 20.   | Standard | Universal Republic | [ 15 ] |
| Japán              | 2007. december 5.    | Standard | Universal          | [ 45 ] |
| Németország        | 2008. május 9.       | Deluxe   | Universal          | [ 18 ] |
| Egyesült Királyság | 2008. május 12.      | Deluxe   | Island             | [ 17 ] |
| Ausztrália         | 2008. május 17.      | Deluxe   | Universal          | [ 19 ] |
| Ausztrália         | 2008. május 27.      | Deluxe   | Universal          | [ 20 ] |
| Egyesült Államok   | 2008. június 3.      | Deluxe   | Universal Republic | [ 21 ] |
| Japán              | 2008. július 2.      | Deluxe   | Universal          | [ 22 ] |

## Fordítás
Ez a szócikk részben vagy egészben  a   Frank (Amy Winehouse album) című angol Wikipédia-szócikk fordításán alapul.  Az eredeti cikk szerkesztőit annak laptörténete sorolja fel. Ez a jelzés csupán a megfogalmazás eredetét és a szerzői jogokat jelzi, nem szolgál a cikkben szereplő információk forrásmegjelöléseként.

## Forrás
1. ↑  Pareles, Jon: For Winehouse, Life Was Messier Than Music. The New York Times, 2011. július 23. [2015. május 20-i dátummal az eredetiből archiválva]. (Hozzáférés: 2015. május 15.)
2. ↑  Eliscu, Jenny. The Diva and Her Demons: Rolling Stone's 2007 Amy Winehouse Cover Story [archivált változat] (2011. július 23.). Hozzáférés ideje: 2023. február 14. [archiválás ideje: 2011. július 25.]
3. ↑  Winehouse, Amy: Amy Winehouse. Access All Areas , 2007. [2008. február 15-i dátummal az eredetiből archiválva]. (Hozzáférés: 2011. július 23.)
4. ↑  Amy Winehouse and NYJO – photos and a tribute. LondonJazz News , 2011. július 25. (Hozzáférés: 2020. augusztus 17.)
5. 1 2  Mulholland, Garry: Charmed and dangerous. The Guardian, 2004. február 1. (Hozzáférés: 2015. február 14.)
6. 1 2  Winehouse 2012, p. 34
7. 1 2 3  Bouwman, Kimbel: Interview with DARCUS BEESE, A&R at Island for Amy Winehouse, Sugababe. HitQuarters , 2004. február 23. [2012. január 23-i dátummal az eredetiből archiválva]. (Hozzáférés: 2010. november 15.)
8. ↑  Mulholland, Garry: Charmed and dangerous. The Observer, 2004. február 1. (Hozzáférés: 2014. január 6.)
9. ↑  Sablon:Cite AV media notes
10. 1 2 3  Amy Winehouse – Frank. Island Records. [2014. január 13-i dátummal az eredetiből archiválva]. (Hozzáférés: 2014. január 13.)
11. 1 2  Frank – Amy Winehouse (lengyel nyelven). Universal Music Poland. [2017. október 4-i dátummal az eredetiből archiválva]. (Hozzáférés: 2014. január 13.)
12. 1 2  Frank/ Explicit by Amy Winehouse. HMV Canada. [2015. február 14-i dátummal az eredetiből archiválva]. (Hozzáférés: 2015. február 14.)
13. 1 2 3  Amy Winehouse | Frank (német nyelven). Universal Music Germany. [2014. január 13-i dátummal az eredetiből archiválva]. (Hozzáférés: 2011. augusztus 16.)
14. 1 2  Frank – Winehouse, Amy. JB Hi-Fi. [2014. január 13-i dátummal az eredetiből archiválva]. (Hozzáférés: 2014. január 13.)
15. 1 2  Frank. Amazon . (Hozzáférés: 2017. október 4.)
16. 1 2  Frank [The Super Deluxe Edition UK – Amy Winehouse]. AllMusic . (Hozzáférés: 2017. október 4.)
17. 1 2 3  Amy Winehouse – Frank (Deluxe Edition). Island Records. [2014. január 13-i dátummal az eredetiből archiválva]. (Hozzáférés: 2014. január 13.)
18. 1 2  Amy Winehouse | Amy und Frank (Limited Deluxe Edition) (német nyelven). Universal Music Germany. [2014. január 13-i dátummal az eredetiből archiválva]. (Hozzáférés: 2011. augusztus 16.)
19. 1 2 3  Amy Winehouse Store – Frank (Deluxe Edition INT SJB). Getmusic . [2011. december 14-i dátummal az eredetiből archiválva]. (Hozzáférés: 2011. augusztus 16.)
20. 1 2  Frank/ Deluxe Edition : 2CD by Amy Winehouse. HMV Canada. [2015. február 14-i dátummal az eredetiből archiválva]. (Hozzáférés: 2015. február 14.)
21. 1 2  Frank [Deluxe Edition]. Amazon . (Hozzáférés: 2017. október 4.)
22. 1 2  Discography – Amy Winehouse (japán nyelven). Universal Music Japan. (Hozzáférés: 2014. január 13.)
23. ↑  Amy Winehouse's Frank reissued on vinyl. Fact, 2015. június 18. (Hozzáférés: 2015. július 12.)
24. ↑  Frank Amy Winehouse [CD]. CDJapan . (Hozzáférés: 2015. február 14.)
25. ↑  Frank [US – Amy Winehouse]. AllMusic . (Hozzáférés: 2014. január 14.)
26. ↑  Amy Winehouse Store – Frank. Getmusic . [2012. március 26-i dátummal az eredetiből archiválva]. (Hozzáférés: 2011. augusztus 16.)
27. ↑  Amy Winehouse – Frank (portugál nyelven). CD Point . [2014. január 15-i dátummal az eredetiből archiválva]. (Hozzáférés: 2014. január 14.)
28. ↑  Frank, Amy Winehouse (holland nyelven). bol.com . (Hozzáférés: 2014. január 14.)
29. ↑  Amy Winehouse – Frank (francia nyelven). Universal Music France. [2014. január 15-i dátummal az eredetiből archiválva]. (Hozzáférés: 2014. január 14.)
30. ↑  ARIA Charts – Accreditations – 2011 Albums. Australian Recording Industry Association. [2020. augusztus 10-i dátummal az eredetiből archiválva]. (Hozzáférés: 2011. szeptember 28.)
31. ↑  Austrian album   certifications – Amy Winehouse – Frank (német nyelven). IFPI Austria, 2011. november 16. (Hozzáférés: 2011. november 26.)
32. ↑  Ultratop − Goud en Platina – albums 2008. Ultratop. Hung Medien, 2008. április 5. (Hozzáférés: 2011. június 18.)
33. ↑  Brazilian album   certifications – Amy Winehouse – Frank (portugál nyelven). Pro-Música Brasil
34. ↑  Guld og platin i maj (dán nyelven). IFPI Denmark, 2008. június 19. [2011. augusztus 18-i dátummal az eredetiből archiválva]. (Hozzáférés: 2011. június 18.)
35. ↑  Gold-/Platin-Datenbank (Amy Winehouse; 'Frank') (német nyelven). Bundesverband Musikindustrie. (Hozzáférés: 2009. május 14.)
36. ↑  Italian album   certifications – Amy Winehouse – Frank (olasz nyelven). Federazione Industria Musicale Italiana. (Hozzáférés: 2017. október 4.) Válaszd ki a(z) "2015". évet az "Anno" lenyíló menüben. Válaszd ki a(z) "Frank" kiadványt a "Filtra" mezőben. Válaszd ki a(z) "Album e Compilation" a "Sezione" alatt.
37. ↑  Polish album   certifications – Amy Winehouse – Frank (lengyel nyelven). Polish Society of the Phonographic Industry, 2008. szeptember 3. (Hozzáférés: 2016. február 7.)
38. ↑  Portuguese album   certifications – Amy Winehouse – Frank (portugál nyelven). Associação Fonográfica Portuguesa. (Hozzáférés: 2011. június 18.)Az id paraméter megadása kötelező a portugál minősítésnél.
39. ↑  Russian album   certifications – Amy Winehouse – Frank (orosz nyelven). National Federation of Phonogram Producers (NFPF). (Hozzáférés: 2020. június 17.)
40. ↑  Spanish album   certifications (spanyol nyelven). Productores de Música de España. (Hozzáférés: 2022. augusztus 30.) Válaszd ki a(z) Albums kategóriát a "Chart" alatt, add meg a 2008 évszámot a "Year" mezőben. Válaszd ki a 45 időszakot a "Semana" mezőben. Kattints a keresésre:  "Search Charts".
41. ↑  The Official Swiss Charts and Music Community: Awards (Amy Winehouse; 'Frank'). IFPI Switzerland. Hung Medien. (Hozzáférés: 2009. május 14.)
42. ↑  British album   certifications – Amy Winehouse – Frank. Brit Hanglemezgyártók Szövetsége, 2008. december 19. (Hozzáférés: 2009. augusztus 27.)
43. ↑  IFPI Platinum Europe Awards – 2011. International Federation of the Phonographic Industry. (Hozzáférés: 2012. január 26.)
44. ↑  フランク (japán nyelven). Universal Music Japan. (Hozzáférés: 2014. január 13.)